# 카하마르카올드필드쥐
카하마르카올드필드쥐(Thomasomys praetor)는 비단털쥐과에 속하는 설치류이다. 페루 북서부의 안데스산맥에서 발견되며, 관목 파라모 지역, 저산대 숲, 이차림에서 서식한다. 야행성 동물이며, 부분적으로 나무 위에서 생활하는 것으로 추정된다. 이전에는 황금올드필드쥐의 아종으로 간주했다. 일반명은 페루 카하마르카 지역 이름에서 유래했다.